# Хинтерзеер, Лукас
Лукас Хинтерзеер (нем. Lukas Hinterseer; родился 28 марта 1991 года в Кицбюэль, Австрия) — австрийский футболист, нападающий клуба «Ганза». Выступал в сборной Австрии. Участник чемпионата Европы 2016 года.
Дед Лукаса, Эрнст — олимпийский чемпион и чемпион мира по лыжному слалому, отец Гвидо — горнолыжник, а его дядя Ханс — известный австрийский певец, актёр и также в прошлом успешный спортсмен-горнолыжник — был серебряным призёром чемпионата мира в гигантском слаломе и участником Олимпийских игр.

## Клубная карьера
Лукас — воспитанник клуба «Ваккер Инсбрук». 14 июля 2009 года в матче против «Анифа» он дебютировал в первой австрийской лиге. 20 марта 2010 года в поединке против «Дорнбирна» Хинтерзеер забил свой первый гол за инсбуркский клуб. По итогам сезона Лукас помог команде выйти в элиту. 9 апреля 2011 года в матче против «Винер-Нойштадт» он дебютировал в австрийской Бундеслиге. Хинтерзеер не был футболистом основы и редко выходил на поле. В 2012 году для получения игровой практики он на правах аренды поиграл за команды первой лиги «Лустенау 07» и «Виенна».
В начале 2013 года Лукас вернулся в «Ваккер» и начал борьбу за место в основе. 13 апреля в матче против «Адмиры» он забил свой первый гол за клуб из Инсбрука. В сезоне 2013/14 Хинтерзеер завоевал место основного нападающего и принял участие почти во всех играх, забив 13 мячей.
Летом 2014 года Лукас перешёл в немецкий «Ингольштадт 04», подписав контракт на три года. 2 августа в матче против «Санкт-Паули» он дебютировал во Второй Бундеслиге. 31 августа в поединке против «Зандхаузена» Хинтерзеер забил свой первый гол за новый клуб.
Летом 2017 года Лукас перешёл в «Бохум». 5 августа в матче против «Дуйсбурга» он дебютировал за новую команду. 27 августа в поединке против дрезденского «Динамо» Хинтерзеер забил свой первый гол за «Бохум».
В сезоне 2019/20 Хинтерзеер перешел в «Гамбург», подписав с клубом контракт до июня 2021 года.

## Международная карьера
5 марта 2013 года в товарищеском матче против сборной Уругвая Хинтерзеер дебютировал в сборной Австрии.
Летом 2016 года Лукас попал в заявку сборной на участие в чемпионате Европы во Франции. На турнире он сыграл в матче против команды Португалии.
| №  | Дата            | Оппонент             | Счёт | Голы | Пасы | Карточки | Минуты | Соревнование             |
| -- | --------------- | -------------------- | ---- | ---- | ---- | -------- | ------ | ------------------------ |
| 1  | 19 ноября 2013  | США                  | 1:0  | —    | —    | —        | 85'    | Товарищеский матч        |
| 2  | 5 марта 2014    | Уругвай              | 1:1  | —    | —    | 87'      | 22'    | Товарищеский матч        |
| 3  | 30 мая 2014     | Исландия             | 1:1  | —    | —    | —        | 30'    | Товарищеский матч        |
| 4  | 12 октября 2014 | Черногория           | 1:0  | —    | —    | —        | 27'    | Отбор ЧЕ-2016 (группа G) |
| 5  | 27 марта 2015   | Лихтенштейн          | 5:0  | —    | —    | —        | 9'     | Отбор ЧЕ-2016 (группа G) |
| 6  | 31 марта 2015   | Босния и Герцеговина | 1:1  | —    | —    | —        | 11'    | Товарищеский матч        |
| 7  | 17 ноября 2015  | Швейцария            | 1:2  | —    | —    | —        | 24'    | Товарищеский матч        |
| 8  | 29 марта 2016   | Турция               | 1:2  | —    | —    | —        | 17'    | Товарищеский матч        |
| 9  | 31 мая 2016     | Мальта               | 2:1  | —    | —    | —        | 26'    | Товарищеский матч        |
| 10 | 4 июня 2016     | Нидерланды           | 0:2  | —    | —    | —        | 22'    | Товарищеский матч        |
| 11 | 18 июня 2016    | Португалия           | 0:0  | —    | —    | —        | 5'     | ЧЕ-2016 (группа F)       |
| 12 | 15 ноября 2016  | Словакия             | 0:0  | —    | —    | —        | 70'    | Товарищеский матч        |

Итого: сыграно матчей: 12 / забито голов: 0; победы: 4, ничьи: 5, поражения: 3.